# Chrysocyma
Chrysocyma is een geslacht van vlinders van de familie spinneruilen (Erebidae), uit de onderfamilie Lymantriinae.

## Soorten
- C. dlete Hering, 1926
- C. fulvicolora Hampson, 1910
- C. jordani Hering, 1926
- C. mesopotamia Hampson, 1905
- C. ochricoloria Strand, 1911